# Fuera de Oz
Fuera de Oz es la cuarta y última novela de la serie The Wicked Years de Gregory Maguire, publicada originalmente en inglés el 1 de noviembre de 2011. Fuera de Oz concluye las narrativas desarrolladas a lo largo de The wicked Years mientras ofrece una mirada revisionista a la Tierra de Oz de L. Frank Baum, incorporando elementos de la serie de Baum y de la adaptación cinematográfica de 1939 de El maravilloso mago de Oz. Esta novela presenta un Oz en medio de una guerra civil, plagado de depresión y situaciones adultas, desde la perspectiva de Rain, la joven nieta de Elphaba, la reinterpretación de Maguire de la Bruja Mala del Oeste.

## Sinopsis
Años después de la partida de Dorothy, Oz ha caído en una guerra. Ciudad Esmeralda está ahora bajo el control de Shell Thropp, el hermano menor de Elphaba, mientras que El país de los Munchkin se ha separado del resto de la unión de Oz y el conflicto continúa mientras Oz enfrenta una sequía, con los Munchkins poseyendo el único gran cuerpo de agua. La hacienda de Glinda se encuentra en la frontera del País de los Munchkin, y pronto es invadida por soldados de Loyal Oz, preparándose para atacar a los Munchkins con dragones. El País de los Munchkins también se prepara para atacar a Loyal Oz y busca desesperadamente el Grimmerie, un gran tomo de hechizos capaz de provocar resultados catastróficos. La única persona que pudo leer el libro fue Elphaba, pero se cree que su linaje podría tener el mismo talento. Tras los eventos de Hijo de bruja, Liir, el hijo ilegítimo y huérfano de Elphaba, deja a su hija pequeña Rain al cuidado de Glinda y encanta su piel para que pierda su tonalidad verde.
Rain crece como una sirvienta ignorada, pero cuando Glinda adquiere el Grimmerie y los soldados de Ciudad Esmeralda comienzan a mostrar interés en Rain, Glinda sabe que es hora de separarse de ambos. Glinda deja el libro y a la niña al cuidado de una compañía de un espectáculo de marionetas itinerante, llamado el Reloj del Dragón del Tiempo. Entre la tripulación de este espectáculo está Brrr, el León Cobarde que busca redención tras sus actos cobardes a lo largo de los años. Brrr reúne a Rain con sus padres, pero la reunión es breve cuando se sabe que Dorothy Gale ha regresado a Oz y está siendo juzgada por el asesinato de Elphaba y su hermana Nessarose. Sabiendo que los Munchkins buscan un chivo expiatorio por la sequía, Brrr está seguro de que Dorothy será condenada y viaja con sus compañeros – un enano llamado Mr. Boss y su esposa, una Munchkin llamada Little Daffy – para rescatar a Dorothy. Rain es escondida en una academia para niñas, pero se cruza y se enamora de un misterioso chico llamado Tip. Eventualmente, el padre de Rain, el Grimmerie y Tip son capturados, aparentemente por el líder de la revuelta del País de los Munchkins, y Rain debe tomar las riendas del asunto.

## Detalles de publicación
Fuera de Oz fue publicada el 1 de noviembre de 2011, en formato de tapa dura por William Morrow en Estados Unidos. Una versión en tapa blanda fue publicada simultáneamente en Reino Unido.

## Significado literario y crítica
En general, las reseñas de Fuera de Oz fueron bastante positivas. Los críticos elogiaron a Maguire por cerrar una serie épica. Elizabeth Hand, de The Washington Post, escribió: «Ningún resumen podría hacer justicia a la novela de Maguire, que es hilarante, desgarradora y extremadamente conmovedora en su final». Brian Truitt, de USA Today, elogió la serie, aunque criticó su extensión, escribiendo: «Aunque a veces divaga, Fuera de Oz es un final satisfactorio para la saga de "The Wicked Years"».